# Абажей Григорій Петрович
Григорій Петрович Абажей (нар. 15 травня 1954, с. Мала Вільшанка, Голованівський район, Кіровоградська область) — директор Олександрійського міського палацу культури Кіровоградської області, хореограф, педагог, заслужений працівник культури України, член Кіровоградського обласного осередку Всеукраїнської хореографічної спілки, керівник народного ансамблю танцю «Віночок», депутат Олександрійської міської ради VI скликання. Почесний громадянин міста Олександрії (з 2014 року).

## Біографія
Григорій Петрович народився 15 травня 1954 року в селі Мала Вільшанка Вільшанського району Кіровоградської області.
З 1961 по 1969 рік навчався у Маловільшанській восьмирічній школі, потім закінчив Добровеличківську середню школу (1969—1971).
Протягом 1972-1974 служив у лавах Радянської армії.
У 1976 році він закінчив Олександрійське культурно-освітнє училище, спеціальність «Керівник танцювального колективу».
Вищу освіту здобув у 1993 році у Рівненському державному інституті культури.

### Трудова діяльність
Свою трудову діяльність розпочав у 1977 році — був призначений на посаду керівника дитячого хореографічного ансамблю Будинку культури науково-виробничого об'єднання «Етал».
У 1982 році стає художнім керівником цього ж будинку культури. За сумісництвом працює викладачем в Олександрійському училищі культури.

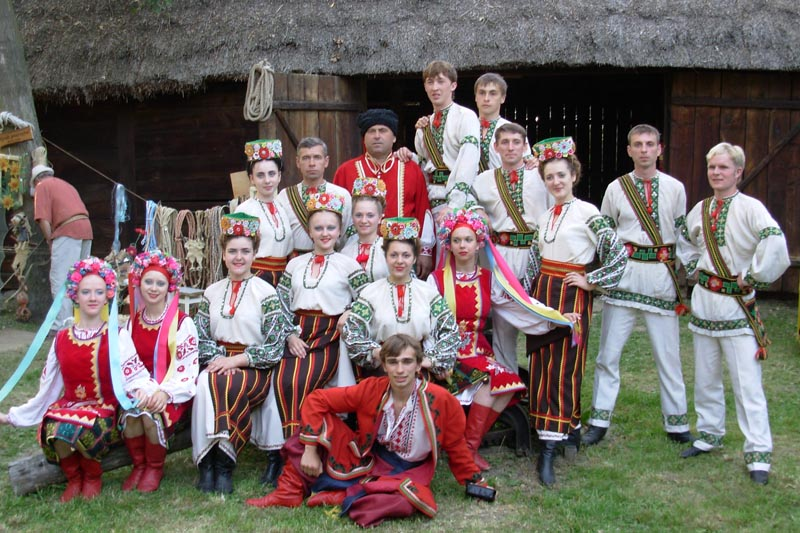
«Віночок»

З 1993 року Григорій Петрович — художній керівник народного ансамблю танцю «Віночок».
Разом з ансамблем Григорій Петрович брав участь у творчих відрядженнях та гастролях до м. Києва, Закарпаття, Республіки Молдови. Гідно представляв українське мистецтво в Угорщині, Німеччині, Болгарії, Туреччині та Польщі. У 1987 році разом з ансамблем «Віночок» виступав перед ліквідаторами аварії на ЧАЕС у м. Чорнобиль.
Абажей Григорій Петрович є режисером-постановником урочистих концертів та свят м. Олександрія. Для створення нових, оригінальних, змістовних, динамічних художніх творів він використовує історичну спадщину та мистецький досвід.

### Громадська робота
- депутат Олександрійської міської ради VI скликання.
- переможець міського конкурсу «Олександрієць року» в номінації «Професіонал року у соціальній сфері».

## Відзнаки, нагороди, звання
- Заслужений працівник культури України (1999 р.)
- Відзнака ВЦРПС «За відмінну працю в культосвітніх закладах профспілок» (1987 р.)
- Відзнака «За особливі заслуги перед містом» (2003 р.)
- Почесна грамота Федерації профспілок України та області
- Почесна грамота Олександрійського міського голови
- Почесна грамота управління культури і туризму Олександрійської міської ради
- Почесна грамота управління культури Кіровоградської обласної державної адміністрації
- Почесна грамота Кіровоградської обласної адміністрації та обласної ради
- Почесна грамота Укрпрофради
- Почесна грамота Міністерства культури України